# Virt-X
Virt-X — европейская электронная биржа, созданная Швейцарской биржей и английской Tradepoint для торговли акциями ведущих эмитентов (голубых фишек) с использованием торговой системы Швейцарской биржи EBS.
Первые торги проведены в июне 2001 года.